# Dorottya
Dorottya est un prénom hongrois féminin.

## Personnalités portant ce prénom
- Dorottya Faluvégi, handballeuse internationale hongroise.
- Dorottya Kanizsai, figure historique nationale hongroise.
- Dorottya Palancsa, curleuse hongroise.
- Dorottya Udvaros, actrice hongroise.

- Pour l'ensemble des articles sur les personnes portant ce prénom, consulter :
  - la liste des articles dont le titre commence par ce prénom
  - les listes produites par Wikidata : Liste des personnes de prénom « Dorottya » — même liste en incluant les éventuels prénoms composés qui contiennent « Dorottya ».